# 알베르 갱샤르
알베르 갱샤르(프랑스어: Albert Guinchard, 1974년 11월 10일, 주네브 주 주네브 ~ 1971년 5월 19일, 주네브 주 주네브)는 스위스의 전 축구 선수로, 1934년과 1938년에 스위스를 대표로 월드컵에 출전했다. 그는 현역 시절 전부를 세르베트에서 보냈다.